# O Dominó Negro
O Dominó Negro é um filme brasileiro de 1949 dirigido por Moacyr Fenelon que é baseado no conto homônimo de Hélio do Soveral. O filme narra a história de Florêncio Alvarez, um traficante de drogas que é assassinado durante uma festa organizada em sua casa no carnaval.

## Elenco
- Elvira Pagã
- Paulo Porto como Fotógrafo
- Álvaro Aguiar como o Detetive
- Milton Carneiro como o Repórter
- Lizette Barros